# Danilo Petrovic
Danilo Petrovic (nacido el 24 de enero de 1992) es un tenista profesional de Serbia, nacido en la ciudad de Belgrado.

## Carrera
Su mejor ranking individual es el Nº 225 alcanzado el 28 de mayo de 2018, mientras que en dobles logró la posición 205 el 28 de mayo de 2018.
No ha logrado hasta el momento títulos de la categoría ATP ni de la ATP Challenger Tour.